# Beatriz Brandão
Beatriz Francisca de Assis Brandão (Ouro Preto, 1779 — Rio de Janeiro, 1868) foi uma poetisa, tradutora, musicista e educadora brasileira. Destacada pela fuga dos padrões femininos da época, durante o Segundo Reinado, constitui grande importância para a compreensão da sociedade do período árcade.

## Vida
Filha de Francisco Sanches Brandão e Izabel Feliciana Narcisa de Seixas, nasceu em Vila Rica, atual Ouro Preto, no ano de 1779, tendo sido batizada posteriormente na Basílcia Menor de Nossa Senhora do Pilar.
Desempenhando os ofícios de tradutora, musicista, poeta e educadora, decidiu-se aos estudos de italiano e francês, o que a levou à posição de destaque como tradutora. Participando de forma intensa na construção da literatura brasileira por meio de seus poemas, dirigiu, em Vila Rica, um educandário para meninas.
Sua família, oriunda da Normandia que, mais tarde, migrou para Portugal, possuía ramificações em Pernambuco e em Minas Gerais, e desenvolveu relações próximas com a Família Imperial. Provavelmente, aos trinta e três anos, casou-se com Alferes Vicente Batista Rodrigues Alvaranga, à época seis anos mais novo.

## Carreira literária
A obra de Beatriz constitui grande importância para o entendimento da formação societária da época, tendo colaborado para os jornais Marmota Fluminense e O Guanabara. Em virtude disso, publicou os primeiros versos no jornal Parnaso Brasileiro, do cônego Januário da Cunha Barbosa, editado no Rio de Janeiro. Subsequentemente, reuniu-os num único volume e publicou-os com o título Cantos da Mocidade, no ano de 1856. Em 28 de abril de 1868, teve um artigo biográfico publicado no jornal Correio Mercantil, intitulado "Prima de Marília".
A segunda obra publicada foi Carta de Leandro a Hero, presentes no segundo volume do jornal Parnaso Brasileiro, de 1832. Em 1859, a obra é republicada com o título Cartas de Leandro a Hero. Membro por indicação da Academia Mineira de Letras desde 1910, faleceu sem publicar muitos de seus poemas e, ainda hoje, continua obscura face à importância e ao papel que desempenhou ao longo do século XIX.

## Lista de obras
- Parnaso brasileiro (1831)
- Canto da mocidade (1856)
- Carta de Leandro a Hero (1856)
- Carta de Hero a Leandro (1859)